# Жаркое по-брашовски
Жаркое по-брашовски (венг. Brassói aprópecsenye, дословный перевод «мелкое/крошечное брашовское жаркое») — венгерское горячее блюдо из свинины и картофеля, которое может включать чеснок, лук, паприку, масло, соль и перец, хотя существует несколько вариаций. Происхождение блюда точно не установлено, но считается, что оно появилось в XIX или XX веке.

## История
Рецепт Brassói aprópecsenye иногда приписывают Нандору Грофу, шеф-повару Венгерских государственных железных дорог, который, как говорят, создал рецепт в 1948 году в поезде, следовавшем между Будапештом и Брашовым. Эту теорию оспаривает шеф-повар Дьёрдь Дожа, который указывает, что рецепт впервые описан в кулинарной книге XIX века, и определяет его как блюдо, происходящее из Брашова и состоящее из говядины и чеснока. Эндре Папп, бывший директор погреба Матьяша в Вене, утверждает, что он впервые приготовил это блюдо для конкурса кулинарных инноваций 17 сентября 1950 года. Жители Обуды, района Будапешта, утверждают, что рецепт был создан женой владельца паба Weiss (расположенного в Обуде) к юбилею мастера-плотника Кароя Брассоя.
Из-за своего неопределённого происхождения, хотя его название относится к городу Брашов, блюдо может не иметь прямой связи с этим городом, но, возможно, получило название, чтобы сделать его более традиционным. Кроме того, префикс «apró-», означающий «крошечный» мог быть добавлен к венгерскому названию саркастически, когда кто-то случайно нарезал мясо на слишком маленькие кусочки.

## Приготовление
Мясо, нарезанное мелкими кубиками, обжаривается на большой сковороде с маслом, солью, перцем, чесноком и майораном. Добавляется бульон, возможно, помидоры, и смесь тушится. Картофель очищается и нарезается кубиками, соответствующими размеру мяса, затем обжаривается в масле до золотистого цвета и обсушивается (в некоторых рецептах картофель предварительно немного отваривается). Свинина жарится (иногда с кусочками сала или бекона) до тех пор, пока она не станет равномерно золотистой, добавляется паприка. Картофель смешивается с мясом, чтобы нагреть его. Блюдо подаётся тёплым с гарниром из рубленой петрушки.